# 대한민국 법무부 장관
법무부 장관(法務部 長官)은 대한민국 법무부의 수장으로 국무위원으로 보한다. 법무부 장관은 국무위원 서열 6위에 해당한다.

## 역사
법무부 장관의 역사는 법무부의 역사에 따른다.
법무부는 1948년 대한민국 정부가 설립되면서 발족하였다. 이에 건국 직후 당시부터 법무부 장관이 임명되었으며 법무부의 수장으로서 역할을 수행하였다.

## 임명
법무부장관을 포함한 대한민국의 장관은 헌법 상 국무위원 중에서 국무총리의 제정으로 대통령이 임명한다.
국무위원은 국무총리의 제청으로 대통령이 임명하며 임명 이전 국회의 인사청문회를 거치게 된다.
국회는 국무위원의 해임을 대통령에게 건의할 수 있으며 이 때 해임건의는 국회의원 재적의원 3분의 1 이상의 발의에 의하여 국회재적의원 과반수의 찬성을 필요로 한다. 또한 국무총리는 국무위원의 해임을 대통령에게 건의할 수 있다.

## 역할
대한민국 법무부 장관은 다음과 같은 역할을 한다.
1. 정부조직법 제7조제1항에 따라 각 행정기관의 장은 소관사무를 통할하고 소속공무원을 지휘·감독한다.
2. 정부조직법 제32조제1항)에 따라 법무부장관은 검찰·행형·인권옹호·출입국관리 그 밖에 법무에 관한 사무를 관장한다.
3. 형사소송법 제463조에 따라 법무부 장관은 사형 집행을 명령할 수 있는 권한을 가지고 있다.
4. 출입국관리법 제4조에 따라 출국을 금지할 수 있다.

## 역대 장관
| 정부        | 대수                             | 이름                              | 임기                                                            | 비고                                                                                            |
| ----------- | -------------------------------- | --------------------------------- | --------------------------------------------------------------- | ----------------------------------------------------------------------------------------------- |
| 제1공화국   | 초대                             | 이인(李仁)                        | 1948년 8월 2일~1949년 6월 5일                                   |                                                                                                 |
| 제1공화국   | 2대                              | 권승렬(權承烈)                    | 1949년 6월 6일~1950년 5월 21일                                  |                                                                                                 |
| 제1공화국   | 3대                              | 이우익(李愚益)                    | 1950년 5월 22일~1950년 11월 22일                                |                                                                                                 |
| 제1공화국   | 4대                              | 김준연(金俊淵)                    | 1950년 11월 23일~1951년 5월 6일                                 |                                                                                                 |
| 제1공화국   | 5대                              | 조진만(趙鎭滿)                    | 1951년 5월 7일~1952년 3월 4일                                   | 대법원장 역임                                                                                   |
| 제1공화국   | 6대                              | 서상환(徐相懽)                    | 1952년 3월 5일~1954년 6월 29일                                  |                                                                                                 |
| 제1공화국   | 7대                              | 조용순(趙容淳)                    | 1954년 6월 30일~1955년 9월 15일                                 | 대법원장 역임                                                                                   |
| 제1공화국   | 8대                              | 이호(李澔)                        | 1955년 9월 16일~1958년 2월 19일                                 |                                                                                                 |
| 제1공화국   | 9대                              | 홍진기(洪璡基)                    | 1958년 2월 20일~1960년 3월 23일                                 |                                                                                                 |
| 제1공화국   | 직무대리                         | 신언한(申彦瀚)                    | 1960년 3월 23일~1960년 4월 25일                                 |                                                                                                 |
| 제1공화국   | 10대                             | 권승렬(權承烈)                    | 1960년 4월 25일~1960년 8월 19일                                 |                                                                                                 |
| 제1공화국   | 직무대리                         | 김영천(金永千)                    | 1960년 8월 19일~1960년 8월 23일                                 |                                                                                                 |
| 제2공화국   | 11대                             | 조재천(曺在千)                    | 1960년 8월 23일~1961년 5월 2일                                  |                                                                                                 |
| 제2공화국   | 12대                             | 이병하(李炳夏)                    | 1961년 5월 3일~1961년 5월 18일                                  |                                                                                                 |
| 제2공화국   | 13대                             | 고원증(高元增)                    | 1961년 5월 19일~1962년 1월 8일                                  |                                                                                                 |
| 제2공화국   | 14대                             | 조병일(趙炳日)                    | 1962년 1월 9일~1963년 1월 31일                                  |                                                                                                 |
| 제2공화국   | 15대                             | 장영순(張榮淳)                    | 1963년 2월 1일~1963년 4월 21일                                  |                                                                                                 |
| 제2공화국   | 16대                             | 민복기(閔復基)                    | 1963년 4월 22일~1963년 12월 16일                                | 대법원장 역임                                                                                   |
| 제3공화국   |                                  | 민복기(閔復基)                    |                                                                 | 대법원장 역임                                                                                   |
| 17대        | 1963년 12월 17일~1964년 5월 10일 | 민복기(閔復基)                    |                                                                 | 대법원장 역임                                                                                   |
| 18대        | 1964년 5월 11일~1966년 9월 25일  | 민복기(閔復基)                    |                                                                 | 대법원장 역임                                                                                   |
| 19대        | 권오병(權五柄)                   | 1966년 9월 26일~1968년 5월 20일   |                                                                 |                                                                                                 |
| 20대        | 이호(李澔)                       | 1968년 5월 21일~1970년 12월 20일  |                                                                 |                                                                                                 |
| 21대        | 배영호(裵泳鎬)                   | 1970년 12월 21일~1971년 6월 3일   |                                                                 |                                                                                                 |
| 22대        | 신직수(申稙秀)                   | 1971년 6월 4일~1973년 12월 2일    |                                                                 |                                                                                                 |
| 22대        | 신직수(申稙秀)                   | 1971년 6월 4일~1973년 12월 2일    | 제4공화국                                                       |                                                                                                 |
| 23대        | 이봉성(李鳳成)                   | 1973년 12월 3일~1974년 9월 17일   |                                                                 |                                                                                                 |
| 24대        | 황산덕(黃山德)                   | 1974년 9월 18일~1975년 12월 18일  |                                                                 |                                                                                                 |
| 25대        | 황산덕(黃山德)                   | 1975년 12월 19일~1976년 12월 3일  |                                                                 |                                                                                                 |
| 26대        | 이선중(李善中)                   | 1976년 12월 4일~1978년 12월 21일  |                                                                 |                                                                                                 |
| 27대        | 김치열(金致烈)                   | 1978년 12월 22일~1979년 12월 13일 |                                                                 |                                                                                                 |
| 28대        | 백상기(白翔起)                   | 1979년 12월 14일~1980년 5월 21일  |                                                                 |                                                                                                 |
| 29대        | 오탁근(吳鐸根)                   | 1980년 5월 22일~1980년 9월 1일    |                                                                 |                                                                                                 |
| 30대        | 오탁근(吳鐸根)                   | 1980년 9월 2일~1981년 4월 9일     |                                                                 |                                                                                                 |
| 제5공화국   | 31대                             | 이종원(李鐘元)                    | 1981년 4월 10일~1982년 5월 20일                                 |                                                                                                 |
| 제5공화국   | 32대                             | 정치근(鄭致根)                    | 1982년 5월 21일~1982년 6월 23일                                 |                                                                                                 |
| 제5공화국   | 33대                             | 배명인(裵命仁)                    | 1982년 6월 24일~1985년 2월 18일                                 |                                                                                                 |
| 제5공화국   | 34대                             | 김석휘(金錫輝)                    | 1985년 2월 19일~1985년 7월 15일                                 |                                                                                                 |
| 제5공화국   | 35대                             | 김성기(金聖基)                    | 1985년 7월 16일~1987년 5월 25일                                 |                                                                                                 |
| 제5공화국   | 36대                             | 정해창(丁海昌)                    | 1987년 5월 26일~1988년 2월 24일                                 |                                                                                                 |
| 노태우 정부 |                                  | 정해창(丁海昌)                    |                                                                 |                                                                                                 |
| 37대        | 1988년 2월 25일~1988년 12월 4일  | 정해창(丁海昌)                    |                                                                 |                                                                                                 |
| 38대        | 허형구(許亨九)                   | 1988년 12월 5일~1990년 3월 18일   |                                                                 |                                                                                                 |
| 39대        | 이종남(李種南)                   | 1990년 3월 19일~1991년 5월 26일   |                                                                 |                                                                                                 |
| 40대        | 김기춘(金淇春)                   | 1991년 5월 27일~1992년 10월 8일   |                                                                 |                                                                                                 |
| 41대        | 이정우(李正雨)                   | 1992년 10월 9일~1993년 2월 25일   |                                                                 |                                                                                                 |
| 김영삼 정부 | 42대                             | 박희태(朴熺太)                    | 1993년 2월 26일~1993년 3월 7일                                  | 딸이 이중국적을 가진 채로 대학에 특례입학을 받은 것이 논란이 되어 사퇴                          |
| 김영삼 정부 | 43대                             | 김두희(金斗喜)                    | 1993년 3월 8일~1994년 12월 23일                                 |                                                                                                 |
| 김영삼 정부 | 44대                             | 안우만(安又萬)                    | 1994년 12월 24일~1997년 3월 5일                                 |                                                                                                 |
| 김영삼 정부 | 45대                             | 최상엽(崔相曄)                    | 1997년 3월 6일~1997년 8월 4일                                   |                                                                                                 |
| 김영삼 정부 | 46대                             | 김종구(金鍾求)                    | 1997년 8월 5일~1998년 3월 2일                                   |                                                                                                 |
| 김대중 정부 | 47대                             | 박상천(朴相千)                    | 1998년 3월 3일~1999년 5월 23일                                  |                                                                                                 |
| 김대중 정부 | 48대                             | 김태정(金泰政)                    | 1999년 5월 24일~1999년 6월 7일                                  | 한국조폐공사 파업 유도 사건과 관련한 지휘감독 책임을 물어 경질됨                                |
| 김대중 정부 | 49대                             | 김정길(金正吉)                    | 1999년 6월 8일~2001년 5월 20일                                  |                                                                                                 |
| 김대중 정부 | 50대                             | 안동수(安東洙)                    | 2001년 5월 21일~2001년 5월 23일                                 | 취임사에서 '정권 재창출' 등의 표현이 담긴 이른바 '충성 메모' 파문이 논란이 되어 48시간만에 사퇴 |
| 김대중 정부 | 51대                             | 최경원(崔慶元)                    | 2001년 5월 24일~2002년 1월 28일                                 |                                                                                                 |
| 김대중 정부 | 52대                             | 송정호(宋正鎬)                    | 2002년 1월 29일~2002년 7월 10일                                 |                                                                                                 |
| 김대중 정부 | 53대                             | 김정길(金正吉)                    | 2002년 7월 11일~2002년 11월 5일                                 |                                                                                                 |
| 김대중 정부 | 직무대리                         | 김각영(金珏泳)                    | 2002년 11월 5일~2002년 11월 9일                                 |                                                                                                 |
| 김대중 정부 | 54대                             | 심상명(沈相明)                    | 2002년 11월 9일~2003년 2월 26일                                 |                                                                                                 |
| 노무현 정부 | 55대                             | 강금실(康錦實)                    | 2003년 2월 27일~2004년 7월 28일                                 | 최초의 여성 법무장관                                                                            |
| 노무현 정부 | 56대                             | 김승규(金昇圭)                    | 2004년 7월 29일~2005년 6월 29일                                 |                                                                                                 |
| 노무현 정부 | 57대                             | 천정배(千正培)                    | 2005년 6월 29일~2006년 7월 26일                                 |                                                                                                 |
| 노무현 정부 | 직무대행                         | 김희옥(金熙玉)                    | 2006년 7월 26일~2006년 8월 24일                                 | 차관 겸 장관 직무대행                                                                           |
| 노무현 정부 | 직무대행                         | 문성우(文晟祐)                    | 2006년 8월 24일~2006년 8월 28일                                 | 법무부 기획관리실장·차관 직무대행·장관 직무대행                                                 |
| 노무현 정부 | 58대                             | 김성호(金成浩)                    | 2006년 8월 28일~2007년 9월 3일                                  |                                                                                                 |
| 노무현 정부 | 59대                             | 정성진(鄭城鎭)                    | 2007년 9월 4일~2008년 2월 29일                                  |                                                                                                 |
| 이명박 정부 | 60대                             | 김경한(金慶漢)                    | 2008년 2월 29일~2009년 9월 29일                                 |                                                                                                 |
| 이명박 정부 | 61대                             | 이귀남(李貴男)                    | 2009년 9월 30일~2011년 8월 10일                                 |                                                                                                 |
| 이명박 정부 | 직무대행                         | 황희철(黃希哲)                    | 2011년 8월 10일~2011년 8월 12일                                 | 차관 겸 장관 직무대행                                                                           |
| 이명박 정부 | 62대                             | 권재진(權在珍)                    | 2011년 8월 12일~2013년 3월 11일                                 |                                                                                                 |
| 박근혜 정부 | 63대                             | 황교안(黃敎安)                    | 2013년 3월 11일~2015년 6월 13일                                 | 장관 임기 후 국무총리 취임 국무총리 재임 중 대통령 탄핵으로 대통령 권한대행을 역임              |
| 박근혜 정부 | 직무대행                         | 김주현(金周賢)                    | 2015년 6월 13일~2015년 7월 9일                                  | 차관 겸 장관 직무대행                                                                           |
| 박근혜 정부 | 64대                             | 김현웅(金賢雄)                    | 2015년 7월 9일~2016년 11월 29일                                 |                                                                                                 |
| 박근혜 정부 | 직무대행                         | 이창재(李昌宰)                    | 2016년 11월 29일~2017년 5월 21일                                | 차관 겸 장관 직무대행                                                                           |
| 문재인 정부 | 직무대행                         | 이금로(李今魯)                    | 2017년 5월 22일~2017년 7월 18일                                 | 차관 겸 장관 직무대행                                                                           |
| 문재인 정부 | 65대                             | 박상기(朴相基)                    | 2017년 7월 19일~2019년 9월 8일                                  |                                                                                                 |
| 문재인 정부 | 66대                             | 조국(曺國)                        | 2019년 9월 9일~2019년 10월 14일                                 |                                                                                                 |
| 문재인 정부 | 직무대행                         | 김오수(金浯洙)                    | 2019년 10월 14일~2020년 1월 2일                                 | 차관 겸 장관 직무대행                                                                           |
| 문재인 정부 | 67대                             | 추미애(秋美愛)                    | 2020년 1월 2일~2021년 1월 27일                                  | 국회의원 역임.                                                                                  |
| 문재인 정부 | 직무대행                         | 이용구(李龍九)                    | 2021년 1월 27일~2021년 1월 28일                                 | 차관 겸 장관 직무대행                                                                           |
| 문재인 정부 | 68대                             | 박범계(朴範界)                    | 2021년 1월 28일~2022년 5월 9일                                  | 국회의원 역임.                                                                                  |
| 윤석열 정부 | 직무대행                         | 강성국(姜聲國)                    | 2022년 5월 10일~2022년 5월 13일                                 | 차관 겸 장관 직무대행                                                                           |
| 윤석열 정부 | 직무대행                         | 이노공(李魯公)                    | 2022년 5월 13일~2022년 5월 17일                                 | 차관 겸 장관 직무대행                                                                           |
| 윤석열 정부 | 69대                             | 한동훈(韓東勳)                    | 2022년 5월 17일~2023년 12월 21일                                | 사법연수원 부원장 역임.                                                                         |
| 윤석열 정부 | 직무대행                         | 이노공(李魯公)                    | 2023년 12월 21일~2024년 1월 18일                                | 차관 겸 장관 직무대행                                                                           |
| 윤석열 정부 | 직무대행                         | 심우정(沈雨廷)                    | 2024년 1월 19일~2024년 2월 19일                                 | 차관 겸 장관 직무대행                                                                           |
| 윤석열 정부 | 70대                             | 박성재(朴性載)                    | 2024년 2월 20일~2024년 12월 12일 2025년 4월 10일~2025년 6월 4일 | [ 12 ]                                                                                          |
| 윤석열 정부 | 직무대행                         | 김석우(金錫佑)                    | 2024년 12월 12일~2025년 4월 10일 2025년 6월 4일~2025년 6월 29일 | 차관 겸 장관 직무대행                                                                           |
| 이재명 정부 | 직무대리                         | 이진수(李鎭琇)                    | 2025년 6월 29일~2025년 7월 18일                                 | 차관 겸 장관 직무대행                                                                           |
| 이재명 정부 | 71대                             | 정성호(鄭成湖)                    | 2025년 7월 18일~                                                | 국회의원 겸직                                                                                   |

## 같이 보기
- 법무부
- 법무부 차관
- 대한민국의 검찰총장

### 내용주
1. ↑  배우자의 옷로비 사건에도 휘말렸지만 김대중 대통령의 의지로 유임되는가 싶었지만 결국 사퇴했다.[8]

### 참조주
1. ↑  대한민국 헌법 제10호 제94조
2. ↑  대한민국 헌법 제10호 제87조
3. ↑  대한민국 국가공무원법 제31조의2
4. ↑  대한민국 헌법 제10호 제63조
5. ↑  대한민국 헌법 제10호 제87조 3항
6. ↑  류정인 (2012년 1월 11일). “'딸 편법입학' 박희태, 또 '부정부패'로 사퇴하나”. 《미디어오늘》. 2017년 2월 19일에 확인함.
7. ↑  성한용 (1999년 6월 9일). “김태정법무 문책 해임”. 《한겨레》. 2018년 10월 21일에 확인함.
8. ↑  장화경 (1999년 6월 3일). “통치권 누수 우려'정면돌파'金법무 유임배경”. 《경향신문》. 2018년 10월 21일에 확인함.
9. ↑  김창혁; 신석호; 이명건 (2001년 5월 23일). “[안법무 사퇴까지 긴박 43시간] "장관이 거짓말을… 포기하자"”. 《동아일보》. 2017년 11월 4일에 확인함.
10. ↑  안길찬 (2003년 2월 27일). “[파격장관] 첫 여성 법무 강금실 장관”. 《경향신문》. 2017년 2월 21일에 확인함.
11. ↑  민동용; 황형준 (2016년 12월 10일). “'시한부' 황교안 대행체제… 국회가 국정 공백 막아야”. 《동아일보》. 2017년 2월 19일에 확인함.
12. ↑  직무정지